# Aéroport international de Jérusalem
L’aéroport international de Jérusalem (ou d’d'Atarot pour les Juifs puis les Israéliens, ou de Kalandia, Qalandia ou Kolundia) est un petit aéroport situé entre Jérusalem et Ramallah. Quand il a été ouvert en 1920, il était le premier aéroport de Palestine mandataire. Il a été fermé au trafic civil depuis l'éclatement de la seconde Intifada en 2001.

## Historique

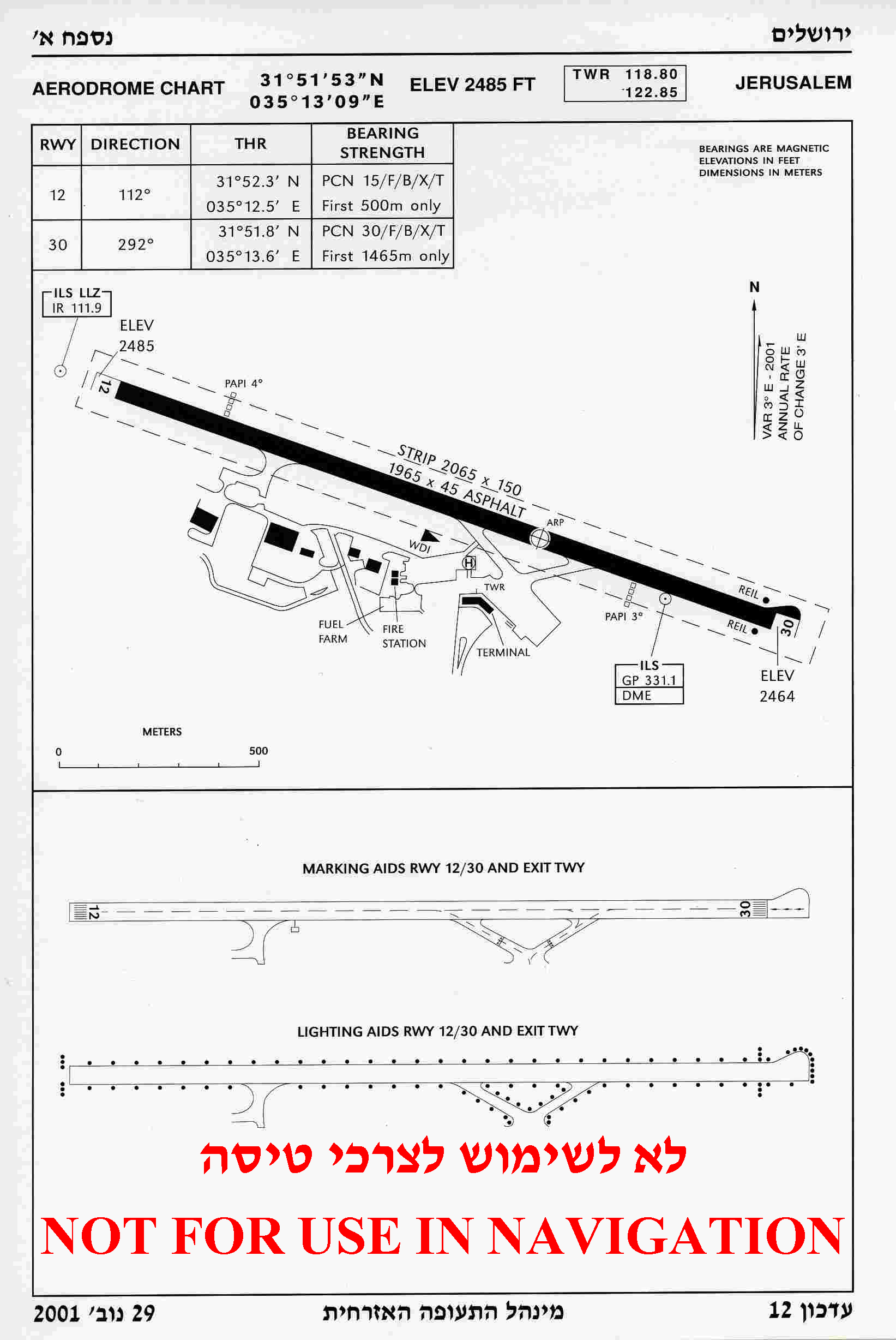
Plan de l'aéroport

De 1920 jusqu'en 1930, l'aérodrome de Kalandia était le seul aéroport dans le mandat britannique sur la Palestine. Nommé aussi Kolundia Airfield et situé près de la route de Jérusalem à Ramallah.
Il a été utilisé par les autorités militaires britanniques et des invités de marque à destination de Jérusalem.
En 1931, les autorités britanniques ont exproprié des terrains du village juif d'Atarot pour élargir le terrain d'aviation, et ont procédé à la démolition de démolir des maisons et à déraciner des arbres fruitiers.
En 1936, l'aéroport a été ouvert pour les vols réguliers. Un autre aéroport est construit en Palestine à Lod (qui est devenu l’aéroport Ben Gourion).
Le village d'Atarot est conquis puis détruit par la Légion arabe jordanienne pendant la guerre israélo-arabe de 1948-1949.
De l'armistice du 3 avril 1949 conclu entre Israël et le royaume hachémite de Jordanie à la guerre des Six Jours en juin 1967, l'aéroport fut placé sous contrôle jordanien, son immatriculation pour l' OACI était alors désignée "OJJR"[réf. nécessaire]. Il est desservi par Air Liban, Middle East Airlines, Egypt Air et Air Jordan.
Après la guerre des Six Jours, dès le 10 juin 1967, l'aéroport de Jérusalem a été incorporé dans la zone municipale de Jérusalem et a été alors désigné  LLJR [réf. nécessaire][Par qui ?]. Mais, situé dans les territoires occupés et sous la juridiction de la Jordanie du point de vue de l’OACI, Israël ne peut l’utiliser. Il l’exproprie néanmoins en 1970 et l’utilise pour les vols intérieurs.
Cet aéroport accueillait en fait peu de vols et servait d'aéroport de dégagement pour l'aéroport international de Tel-Aviv, à Lod (ancienne Lydda, au moment du mandat britannique sur la Palestine).
Il cessa toutes ses activités commerciales au cours de l'année 2001.

## Réutilisation des terrains
Depuis 2007, des projets d’implantation de colonies israéliennes sont régulièrement évoqués, le plus important en 2020 concerne 11 000 logements, sur des terres domaniales, du FNJ et des terres palestiniennes.

## Galerie

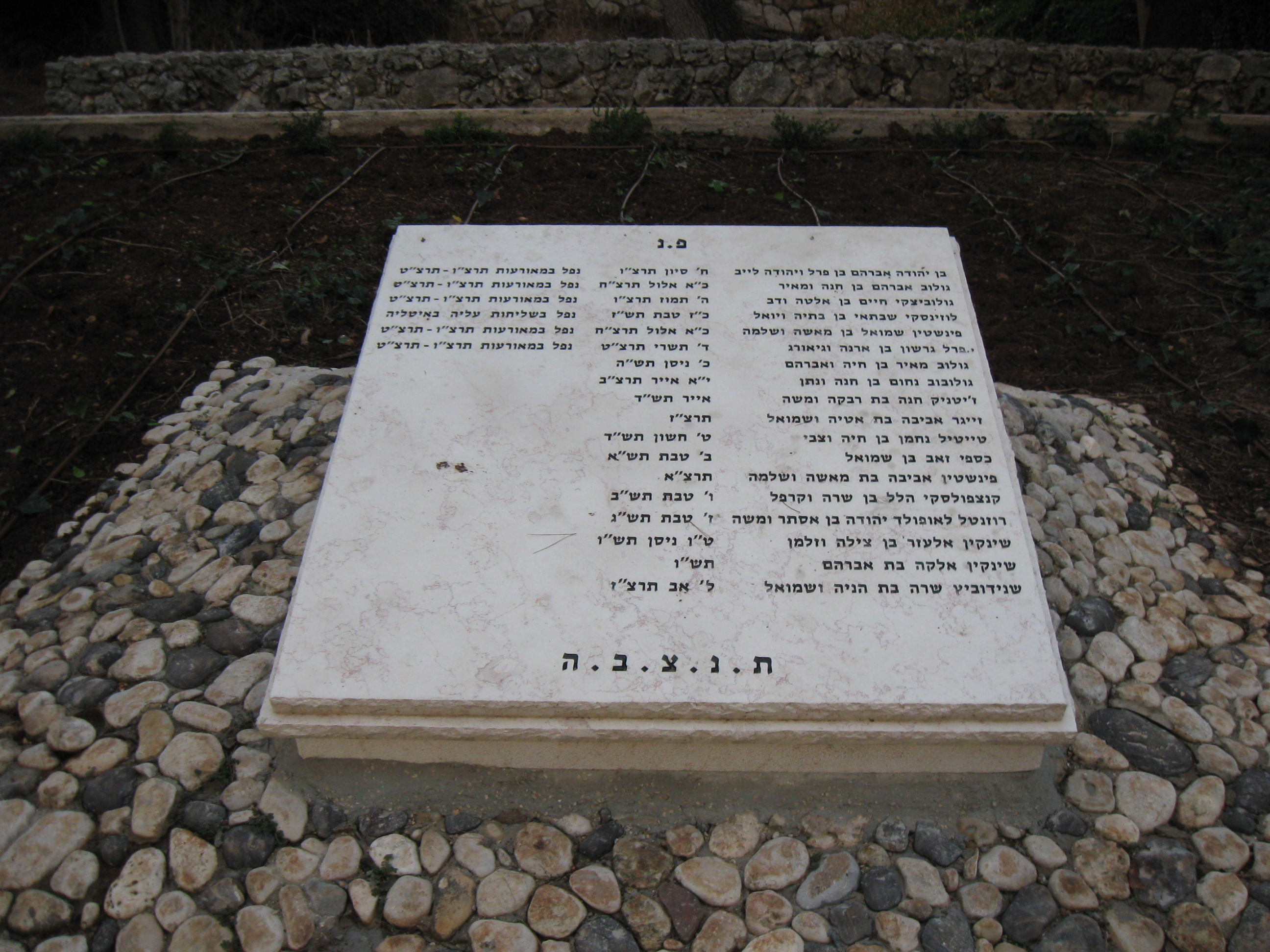
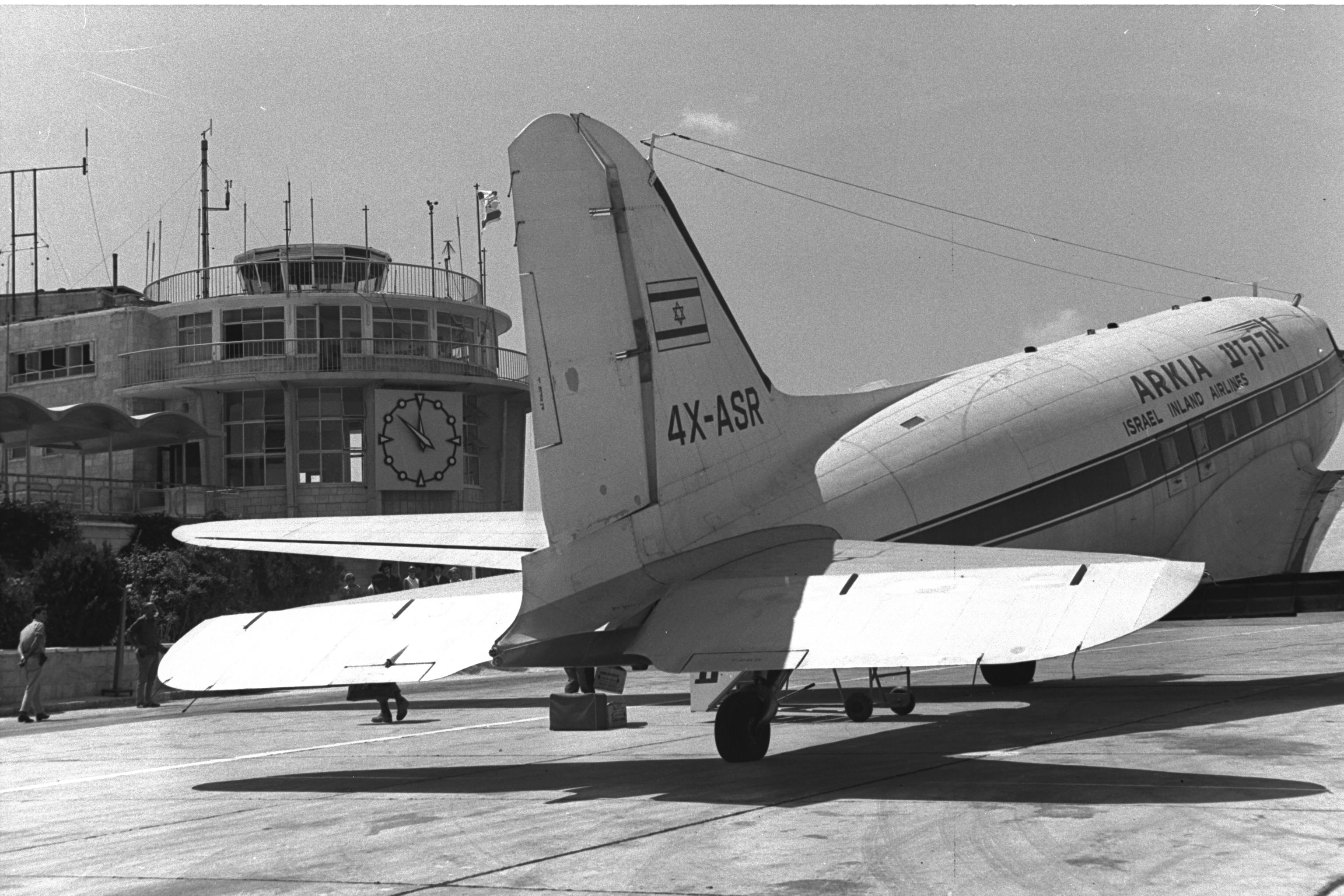
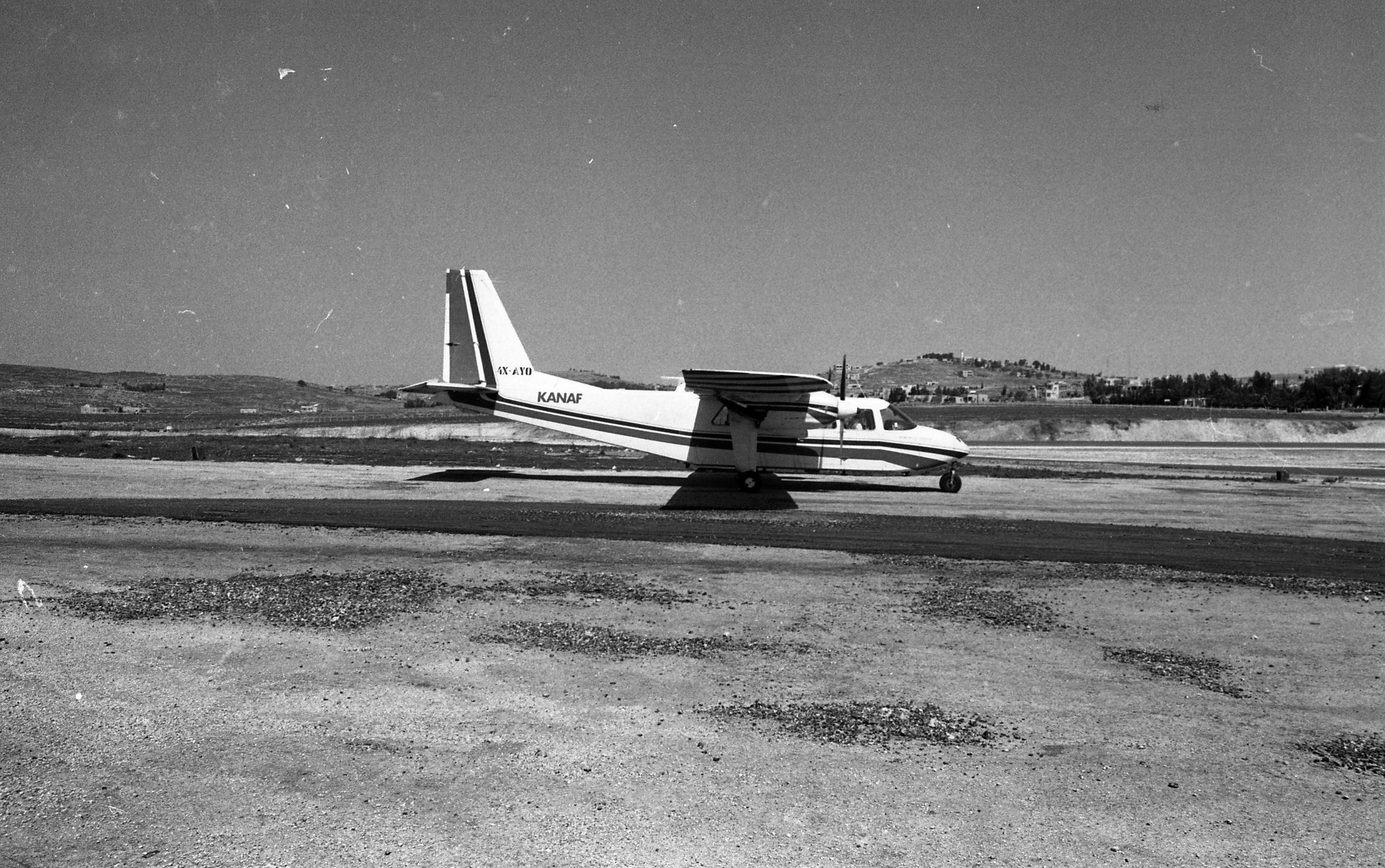
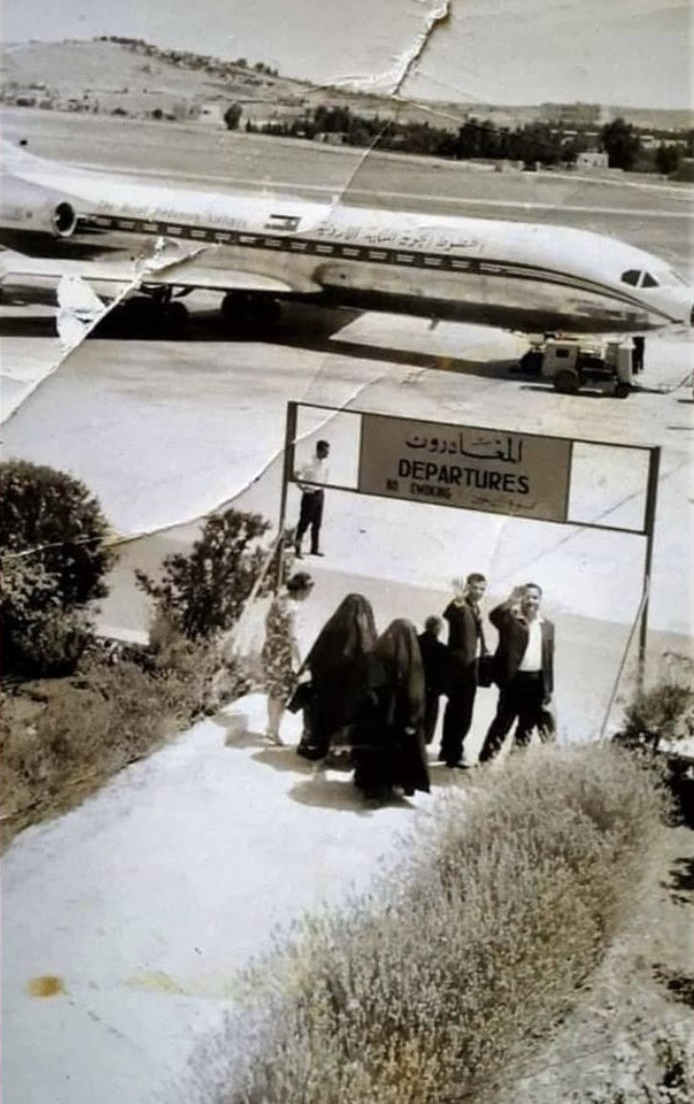
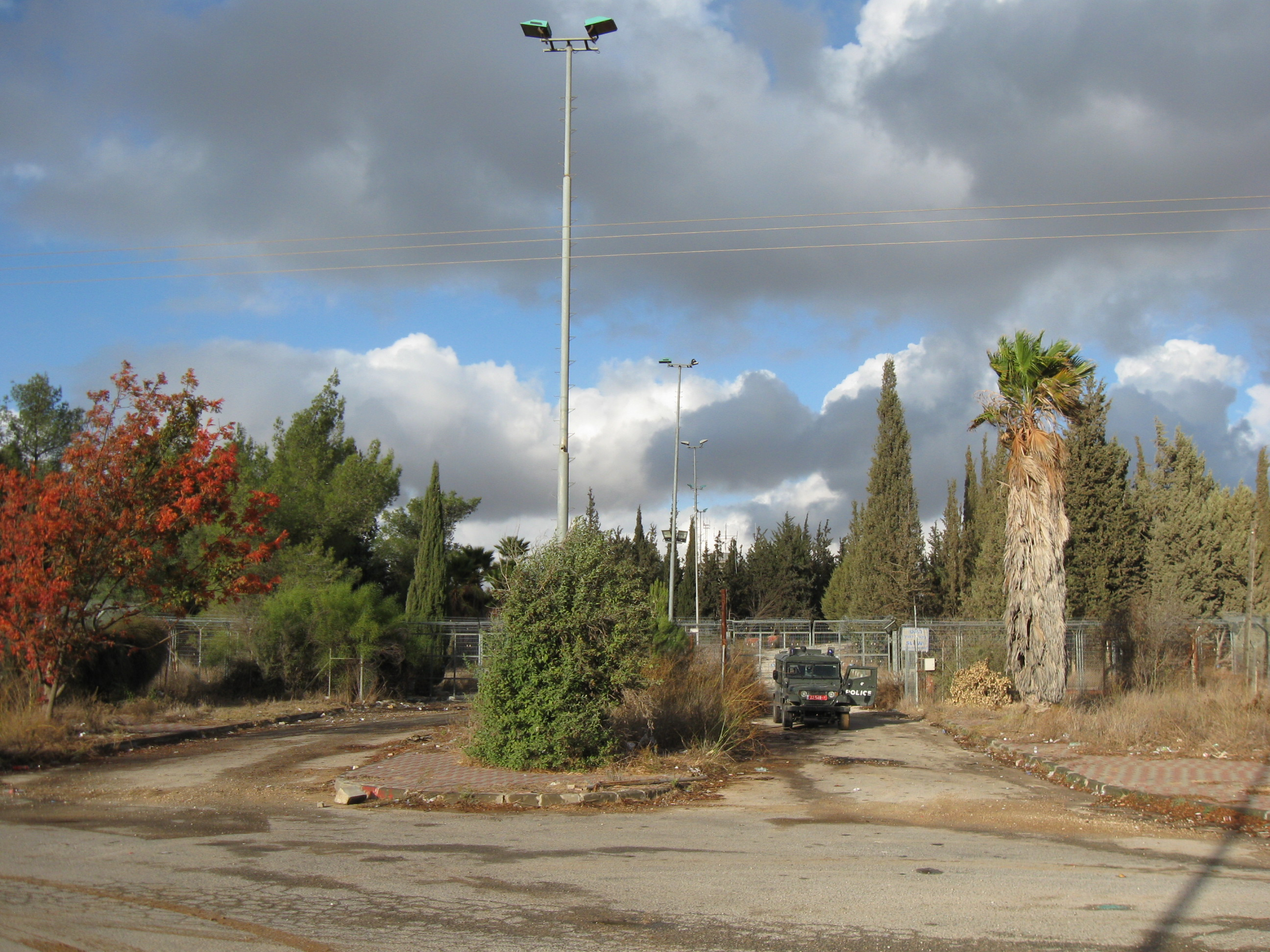
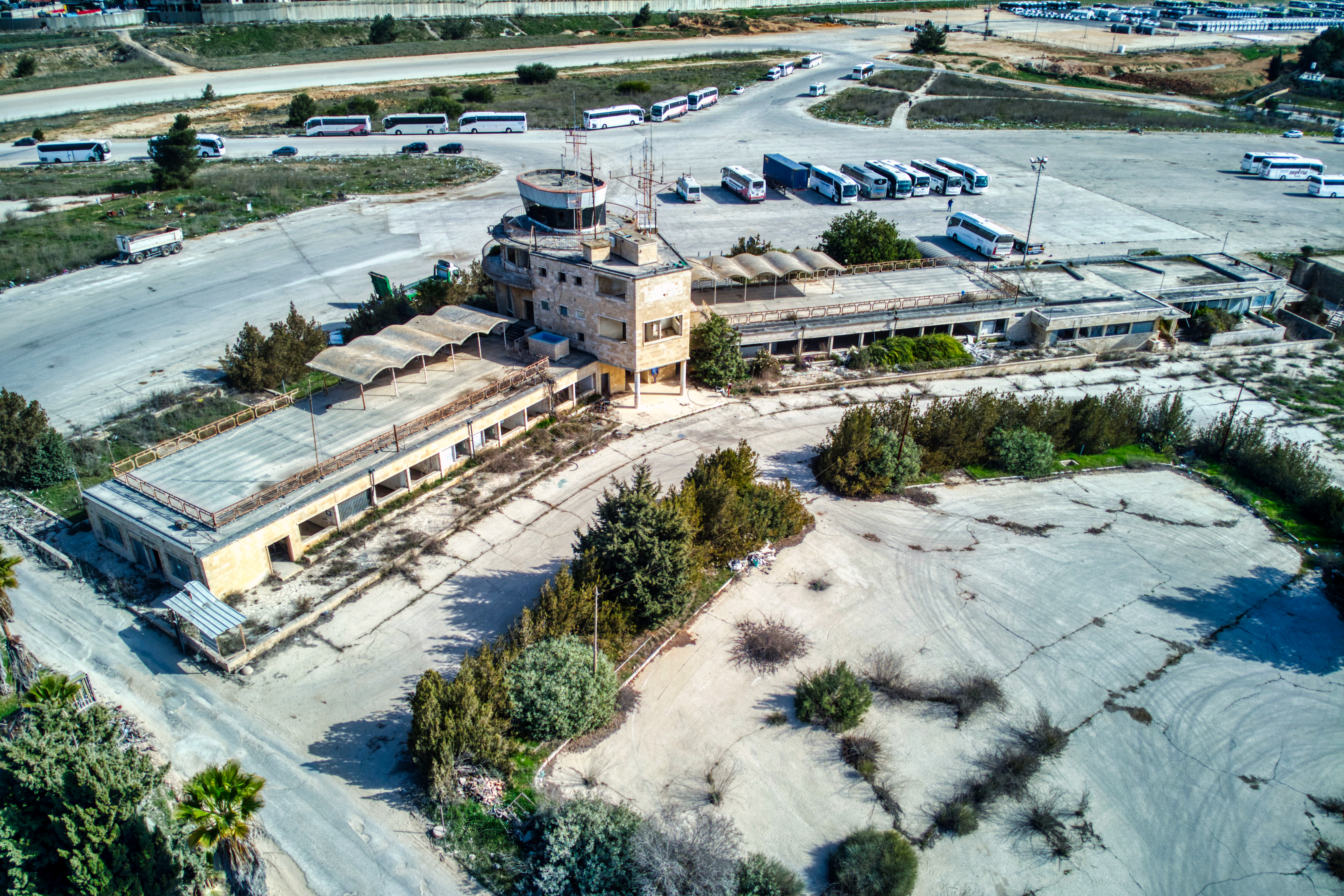
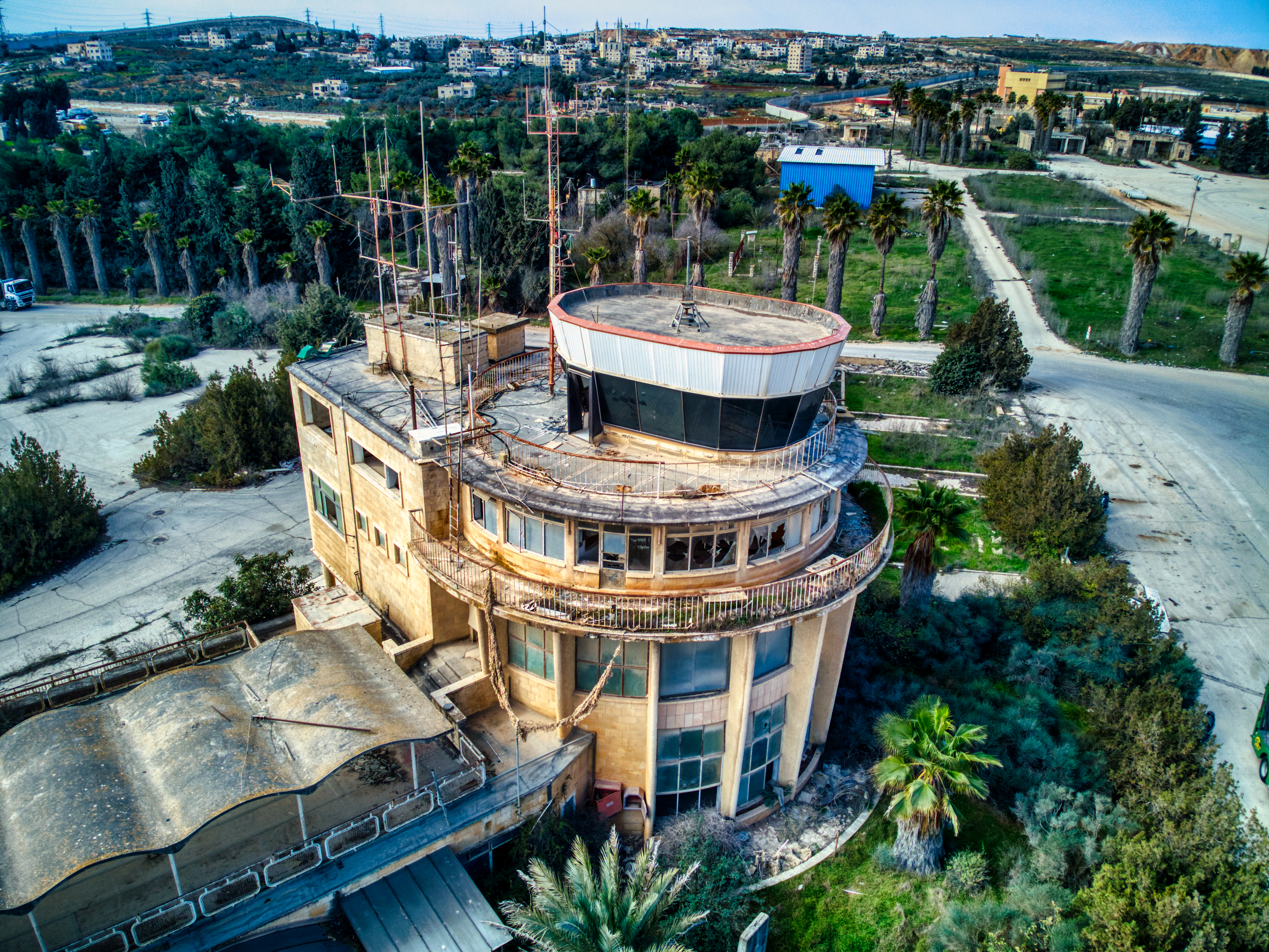
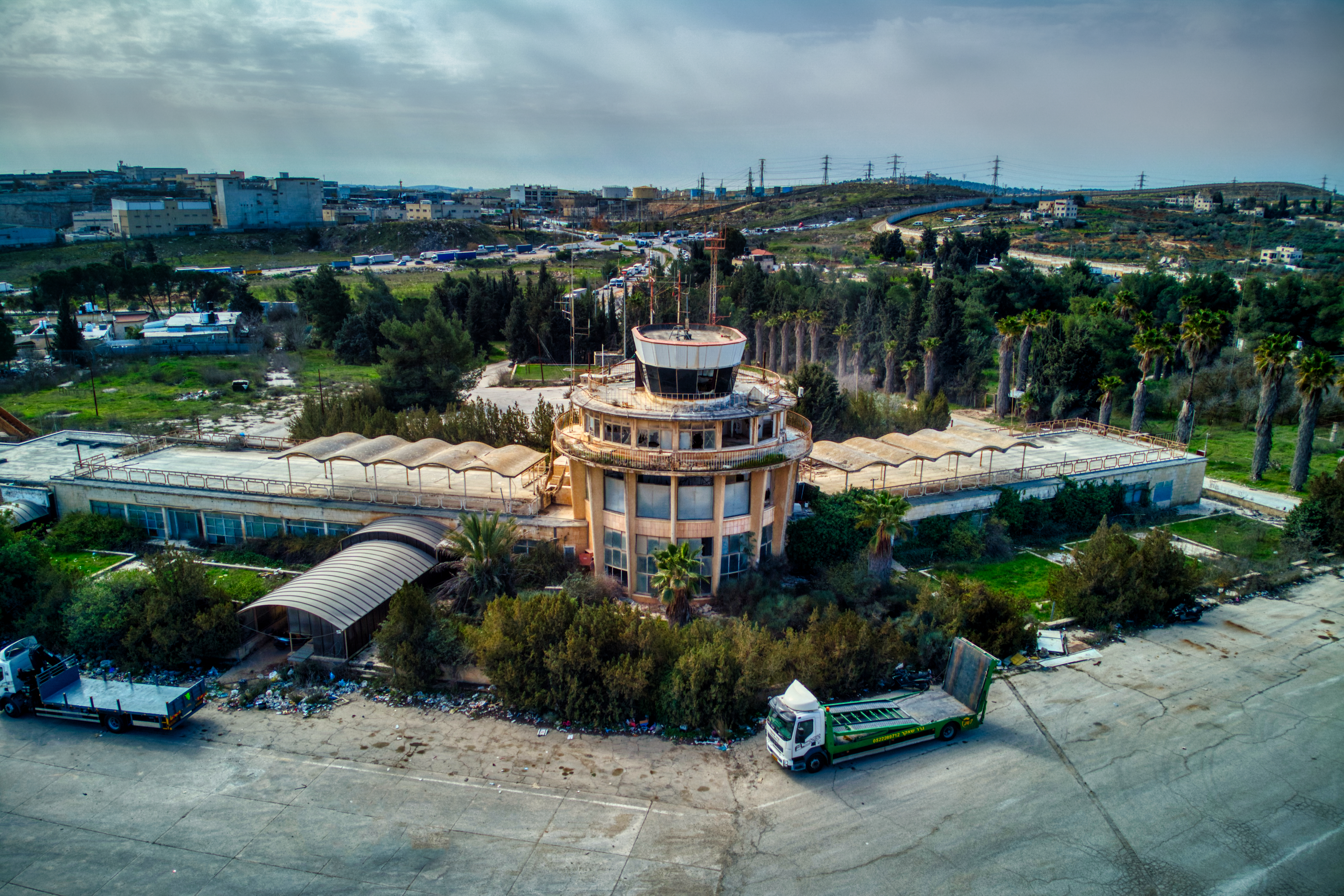
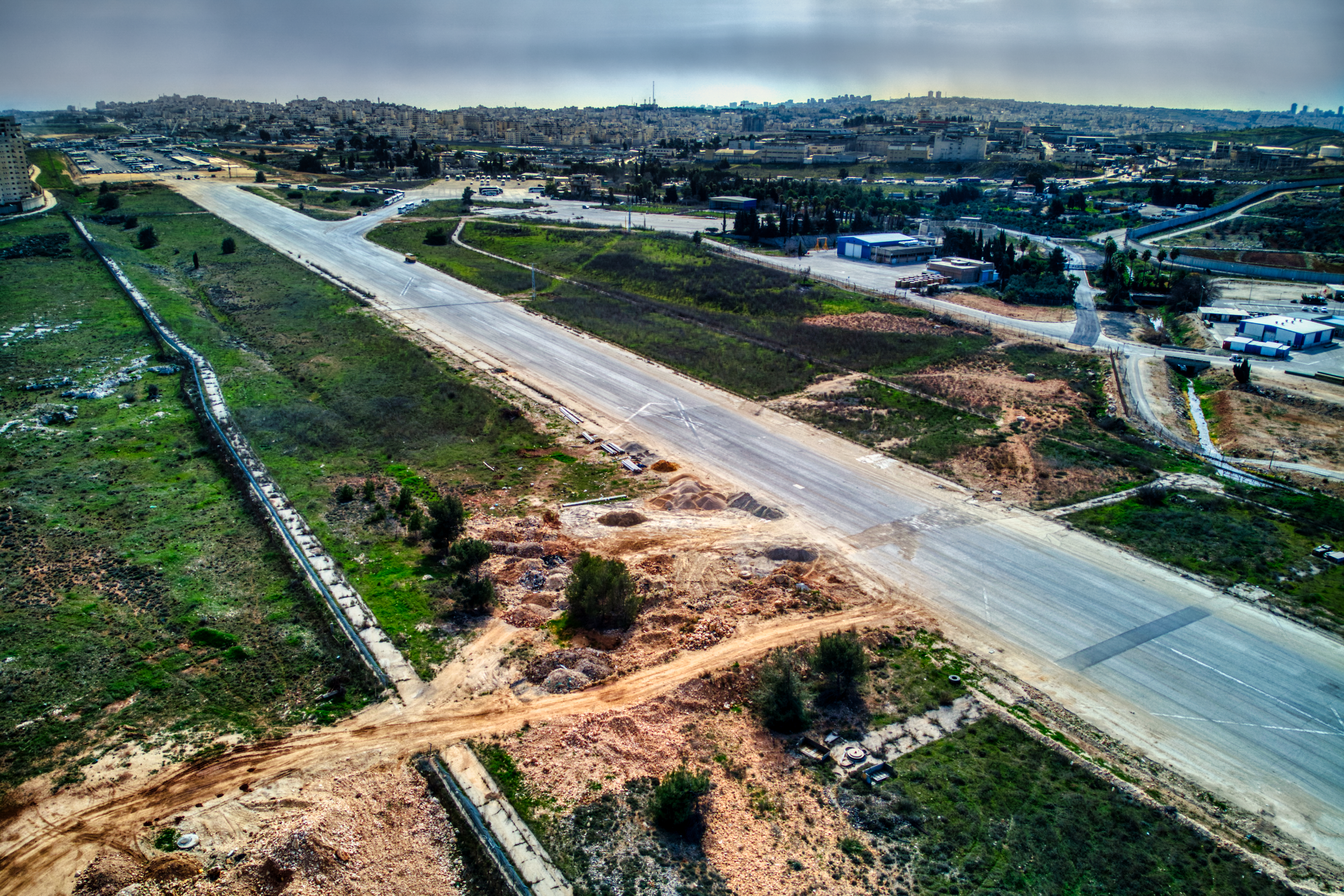

## Films
- Nahel Awwad, 5 minutes from home, Akka Films, Monarch Films, Karavan Films